# Embajada de España en la República Democrática del Congo
La Embajada de España en la República Democrática del Congo es la máxima representación legal del Reino de España en la República Democrática del Congo. También está acreditada en la República del Congo (1973).

## Embajador
El actual embajador es Carlos Robles Fraga, quien fue nombrado por el gobierno de Pedro Sánchez el 2 de septiembre de 2020.

## Misión diplomática
El Reino de España concentra su representación en el país en la embajada en la capital del país, Kinshasa, establecida en 1969. Además España está representada a través de dos viceconsulados honorarios en el país centroafricano ubicadas en Lubumbashi y Goma; y dos consulados honorarios en la República del Congo, ubicados en Brazzaville y Pointe Noire.

## Historia
España estableció relaciones diplomáticas con la entonces República del Congo en 1969. Entre 1993 y 1996, España no tuvo representación al más alto nivel en el país centroafricano coincidiendo con los últimos años del gobierno dictatorial del presidente Mobutu Sese Seko. Finalmente, desde 1996 España retomó las relaciones diplomáticas en la República Democrática del Congo.

## Demarcación
La embajada española de Kinshasa está acreditada también en: 
- República del Congo: España estableció relaciones diplomáticas con la República Popular del Congo en 1973[3] siendo sus asuntos dependientes de la Embajada española en Kinshasa. En 1992 el gobierno comunista dio paso a una transición democrática en una república presidencialista multipartidista.

En el pasado la embajada en la República Democrática del Congo estuvo acreditada en: 
- República de Ruanda: En 1967 España creó embajada en Kigali, capital de la entonces República Ruandesa, pero los asuntos diplomáticos dependieron de la Embajada española en Kinshasa desde 1970. En 1995 tanto Ruanda como Burundi pasaron a depender de la Embajada española en Tanzania.

- República de Burundi: España y Burundi establecieron relaciones diplomáticas en 1969 dependiendo sus asuntos diplomáticos de la Embajada española en la República Democrática del Congo desde 1969. En 1995 Burundi pasó a depender de la Embajada española en Tanzania.